# 8 cm PAW 600
PAW 600 (нім. 8-cm-Panzerabwehrwerfer 600) — німецька 81-мм легка протитанкова гармата, що використовувалася вермахтом наприкінці Другої світової війни.

## Історія
До 1943 року німецька армія зіткнулася з різними проблемами, що стосувалися існуючих конструкцій протитанкових гармат. У війну вермахт вступив, маючи на озброєнні 37-мм гармату PaK 36, перевага якої була в тому, що вона була дуже легкою (328 кг), тому її можна було переміщати на розумну відстань вручну силами лишень власної обслуги.
Але вже на 1941 рік потенціалу цієї артилерійської системи було вже недостатньо; вона не могла впоратися з важкими радянськими та англійськими танками. Заміна, що надійшла їй, 50-мм PaK 38, мала кращі характеристики (хоча все ще не повною мірою могла протистояти потужним танкам противника), але при вазі 1000 кг стало проблематичним завдання щодо переміщення гармати обслугою на полі бою по вогневих позиціях. Наступна протитанкова гармата, 75-мм PaK 40, стала дуже ефективним знаряддям у боротьбі з танками; але з вагою 1425 кг про маневр її на полі бою мови вже й не йшла. Набагато більша обслуга і транспортний засіб були потрібні, щоб перемістити цю гармату на будь-яку відстань, а часто й просто вивести її з вогневої позиції. Багато з них були кинуті напризволяще непошкодженими на полі бою просто тому, що гарматна обслуга не встигала перемістити їх у надійне місце.
У міру того, як гармати ставали потужнішими та ефективнішими, щоб у бою протистояти новітнім зразкам танків та самохідної артилерії, вони своєю чергою ставали занадто важкими для тактичного застосування та дорожчими у виробництві та застосуванні. PAK 36 коштувала 5730 рейхсмарок і на її виготовлення знадобилося 900 людино-годин, тоді як PAK 40 коштувала ж 12 000 рейхсмарок, а на виготовлення цієї гармати витрачалося 2000 людино-годин. Ситуація стала настільки поганою, що до травня 1944 року в піхотних полках з 14-х протитанкових рот (нім. Panzerjager) були виведені з озброєння важкі протитанкові гармати, їх замінили на реактивні РПГ багаторазового використання Panzerschreck. Але при ефективній дальності ураження всього 150 метрів ця зброя не забезпечувала глибини вогню, необхідної для побудови дієвої системи протитанкової оборони полку. Єдиною іншою альтернативою для легкої протитанкової гармати була безвідкатна зброя, але оскільки цей тип зброї ще мав занадто багато вад, зокрема, їхня висока витрата палива, протитанкові підрозділи німецької армії не були у великому захваті від них.
У 1943 році керівництвом армії була видана специфікація на розроблення легкої протитанкової гармати, яка мала споживати менше палива, ніж ракета або безвідкатна гармата, і водночас мала бути достатньо точною, щоб вразити ціль площею 1 квадратний метр на відстані 750 метрів. Rheinmetall-Borsig запропонував конструкцію, яка відповідала цій вимозі. Полегшений ствол з меншою міцністю стін не міг витримати високий тиск у каналі. Як наслідок, кінетичний спосіб ураження броньованої цілі виключався, і гармата мала використовувати кумулятивні боєприпаси. Ця артилерійська система використовувала новий балістичний принцип високого-низького тиску, також відомий як система Гоха-Нідердрака.
У цій системі високий тиск, утворений унаслідок згоряння заряду, був обмежений казенною частиною, яка була відносно важкою і не діяла безпосередньо на снаряд. Тиск поступово з контрольованою швидкістю проникав у ствол та, зменшуючись рушив далі для руху снаряда. Таким чином, ствол міг бути надзвичайно легким для зброї, яка все ще мала переваги, які виникають у гармати високого тиску. Передок теж був дуже легким, хоча початковий прототип колісного ходу виявився занадто легким і його довелося переробити. Отримана гармата PAW 600 (пізніше перейменована на 8H63) мала бойову масу близько 600 кг, що вдвічі менше, ніж у 75-мм PaK 40, при цьому на дальності 750 метрів вона мала порівнянну бронепробивність.
На відміну від попередніх протитанкових гармат, які покладалися на стрільбу сталевими снарядами на високих швидкостях, щоб пробити важку броню, 8H63 був розроблений для стрільби кумулятивними зарядами (також званими боєприпасами з порожнистим зарядом, фугасними протитанковими зарядами або HEAT). Оскільки кумулятивні боєголовки працюють найкраще, коли снаряд не обертається, 8Н63 мав гладкоствольний ствол. Для спрощення розробки та виробництва снаряди, що пропонувалися до боєкомплекту гармати, розробляли на основі мін широко використовуваного міномету s.G.W.34 (фактичний калібр 81,4 мм). Це дозволило використовувати вже існуюче оснащення та устаткування для виготовлення боєприпасів, що знизило витрати. Гільза розроблялася на основі снарядів польової гаубиці leFH 18.
Стандартний кумулятивний снаряд, який отримав позначення 8 cm W Gr Patr H1 4462, важив 2,70 кг. Метальний заряд складав 360 г Digl B1 P (порівняно з 500 г метальним зарядом для Gr 38 Hl/B, випущеного з PAK 40), що забезпечувало початкову швидкість снаряду 520 метрів на секунду і забезпечувало ефективну дальність дії 750 метрів проти броньованої цілі площею 1 м². Бронепробивність становила 140 мм вертикальної броні, що можна було порівняти з 7,5 см PAK 40, яка стріляла рідкісним і дорогим пострілом PzGr40 з вольфрамовим сердечником.
Оригінальний принцип дії та незвичайний боєприпас дозволили значною мірою полегшити конструкцію перспективної протитанкової зброї. З точки зору габаритів вона також вигідно відрізнялася від існуючих протитанкових гармат традиційного типу, що мали схожі характеристики. Таким чином, гармата PAW 600 без особливих труднощів могла використовуватися для підтримки піхоти. Її перекидання в межах поля бою могло здійснюватися силами обслуги, без необхідності залучення тягача.
За результатами випробувань нову протитанкову гармату було рекомендовано до прийняття на озброєння і серійного виробництва. Наприкінці осені 1944 року з'явилося замовлення на першу партію серійних гармат і снарядів до них. Основним підрядником у рамках цього контракту мала стати компанія Rheinmetall-Borsig. Перші серійні гармати 8 cm Panzerwurfkanone 8H63 та постріли Wgr.Patr. 4462 передбачалося отримати до кінця року. Для скорочення вартості виробництва та прискорення робіт було запропоновано використовувати лафети від гармат PAK 38 та дульні пристрої від PAK 40.
З грудня 1944 року було виготовлено близько 260 гармат і 34 800 боєприпасів, 81 гармата надійшла у війська у січні 1945 року, а 155 — до 1 березня 1945 року. Плани передбачали виробництво 1 000 гармат, 4 000 000 протитанкових снарядів та 800 000 зарядів у місяць.

## Зброя схожа за ТТХ та часом застосування
- 88-мм гармата Ordnance QF 25-pounder
- 75-мм гармата 75/32 modello 37
- 76-мм протитанкова гармата Reșița Model 1943
- 82-мм безвідкатна гармата Б-10
- 88-мм протитанкова гармата Pak 43
- 76-мм гармата M1897 на лафеті M2
- 75-мм безвідкатна гармата М-20
- 75-мм гармата Bofors Model 1929